# اس‌ام یوسی-۷۹
اس‌ام یوسی-۷۹ (به انگلیسی: SM UC-79) یک زیردریایی بود که طول آن ۱۶۵ فوت ۶ اینچ (۵۰٫۴۴ متر) بود. این زیردریایی در سال ۱۹۱۶ ساخته شد.